# 森坂嵐
森坂 嵐（もりさか あらし、1996年7月2日 - ）は、日本のアマチュアボクサー。大阪府枚方市出身。

## 人物
最初は空手をやっていたが、中学1年生からボクシングを始めた。奈良朱雀高校時代、高校3冠を達成。
奈良朱雀高校卒業後、東京農業大学に進学。

## 来歴
2015年、全日本選手権を初めて制して、山根杯を受賞した。
翌2016年、リオ五輪ボクシング競技で日本代表として出場して初戦敗退。

## 獲得タイトル
アマチュア
- 第24回全国高等学校ボクシング選抜大会バンタム級優勝
- 第69回国民体育大会少年の部バンタム級優勝
- 平成26年度全国高等学校総合体育大会バンタム級優勝
- 第70回国民体育大会成年の部ライト級優勝
- 第5回台北カップバンタム級優勝
- 第85回全日本選手権バンタム級優勝
- 第71回国民体育大会成年の部ライト級優勝
- 第86回全日本選手権ライト級優勝
- 第87回全日本選手権ライト級優勝
- 第88回全日本選手権ライト級優勝